# Beechcraft Starship
El Beechcraft Starship es un avión de aspecto futurista diseñado por Burt Rutan en Scaled Composites, y producido por la Beech Aircraft Corporation (ahora Beechcraft). Es un avión de transporte corporativo para 6-8 pasajeros.

## Desarrollo
El desarrollo del Starship se inició en 1979, y tuvo un coste de 300 millones de dólares, cuando Beechcraft manifestó la necesidad de sustituir el modelo biturbohélice King Air. Después de una breve pausa en la que la compañía fue comprada por Raytheon, el pleno desarrollo comenzó en 1982, cuando la empresa se aproximó al gran diseñador aeronáutico Burt Rutan de Scaled Composites, empresa líder en el campo de los novedosos diseños en materiales compuestos para aviones. Gran parte del trabajo de diseño fue asistido por ordenador, utilizando el sistema CATIA. 
El desarrollo se realizó con un modelo al 85% de la escala del modelo definitivo. Dicho modelo prototipo fue denominado Model 115, y la versión de producción, Model 2000.  El Model 115 voló por primera vez a finales de agosto de 1983. Sin embargo, este avión no tenía ningún sistema de presurización ni aviónica certificados. Sus especificaciones de diseño del fuselaje y materiales eran diferentes a los del modelo de producción previsto, o sea el Model 2000. El Model 115 fue desguazado.
La primera aeronave de tamaño real voló el 15 de febrero de 1986. Los prototipos se produjeron incluso cuando los trabajo de desarrollo continuaban (un sistema que exige el uso de materiales compuestos, así como la herramienta necesaria, es muy caro y tiene que ser construido para uso en la producción desde el principio). El programa se retrasó varias veces, en un primer momento debido a que se subestimó la complejidad del desarrollo, y luego debido a las dificultades técnicas de corregir un problema de compensación de la guiñada y el desarrollo del sistema de aviso de pérdida. 
El primer avión de producción, Starship 2000, voló por primera vez el 25 de abril de 1989.

## Diseño

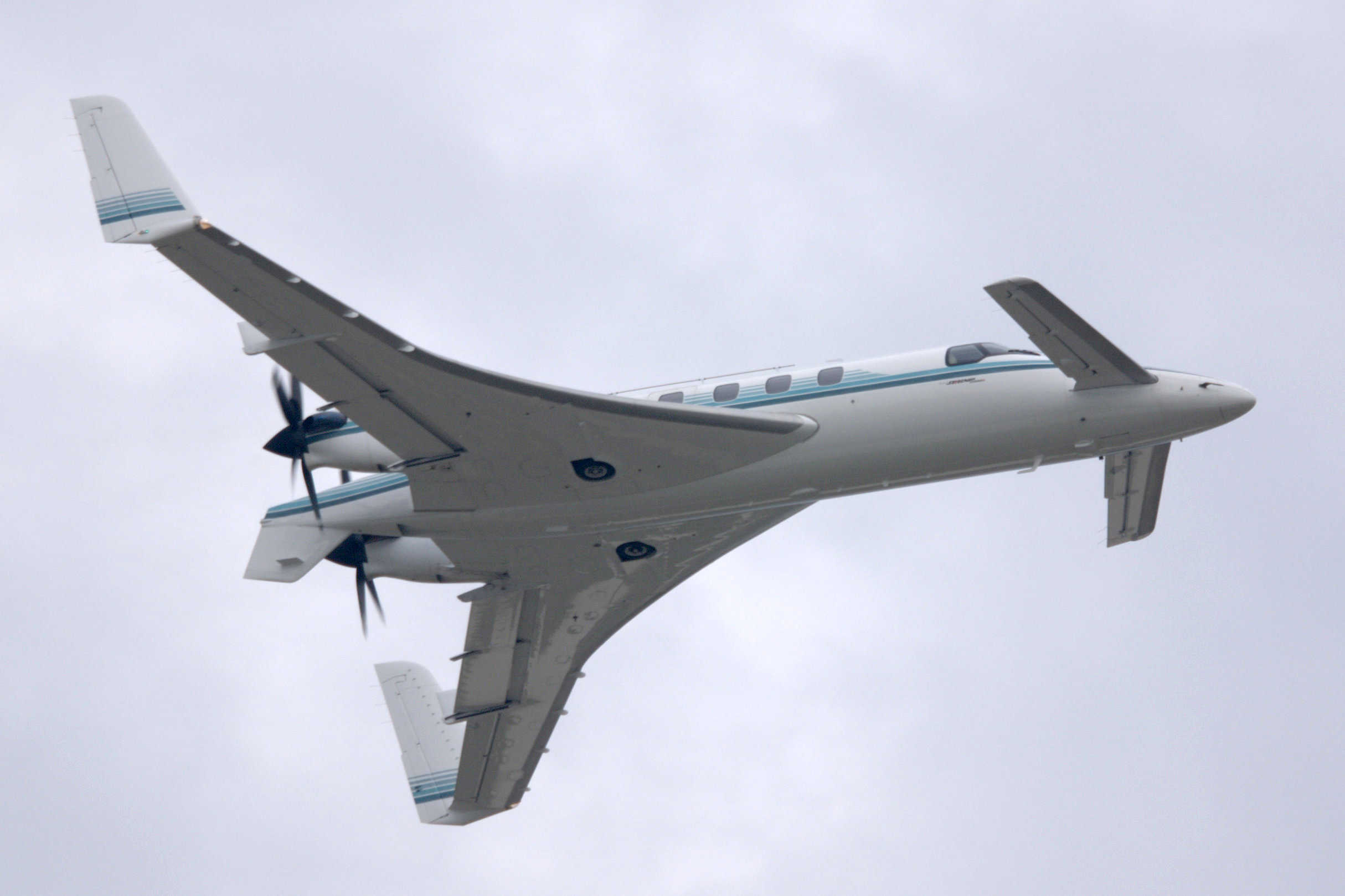
El inusual diseño del Starship presenta canards y hélices propulsoras.

La aeronave es notable por varias razones. En primer lugar, porque todo su fuselaje está hecho de compuestos de grafito de alta tecnología en lugar de aluminio; estos materiales eran de uso frecuente en diversos grados en los aviones militares, pero ninguna aeronave civil certificada por la FAA los había utilizado de forma tan extensa y generalizada. Estos compuestos fueron seleccionados con el fin de reducir el peso del avión que, por desgracia, no logró llegar a su masa ideal sino que mantuvo un exceso de peso.
Segundo, se diseñó con cola de pato, con la superficie de elevación a proa. La aeronave carece de timón, y el control del dirección es proporcionado por pequeñas aletas en la punta de las alas.
Tercero fue el uso de un diseño de hélices propulsoras, en el que los motores turbohélice se montaron mirando hacia atrás, en lugar de las más convencionales hélices tractoras que acostumbran utilizarse en la mayoría de los aviones. Esta disposición de las hélices ofrece un viaje más tranquilo, ya que las ráfagas de viento y el aire de la punta de las hélices ya no golpeará los costados de la aeronave, como lo hacen en las aeronaves configuradas convencionalmente. 
El avión también cuenta con una cabina de vuelo tipo "cabina de cristal", suministrada por Rockwell Collins.

## Variantes
Model 115
Prototipo conceptual al 85% de la escala real, uno construido por Scaled Composites.
Model 2000
Versión inicial de producción. 20 producidos, incluyendo tres prototipos volables de preproducción.
Model 2000A
Beech no produjo el 2000A como modelo distintivo, y no recibió un nuevo certificado de tipo de la FAA.
La configuración final del 2000A tenía amortiguadores de ruido de tipo de tenedor y aislamiento mejorado para reducir el ruido en cabina, y tubos de escape rediseñados para conseguir un más eficiente flujo del aire del motor. Las tiras de pérdida emplazadas en el ala frontal para mejorar el comportamiento en pérdida fueron retiradas. La eliminación de las tiras de pérdida redujo la velocidad de pérdida en 9 nudos, lo que permitía al 2000A despegar de pistas más cortas. El 2000 tenía tubos verticales en los depósitos de combustible para limitar artificialmente la capacidad de combustible, para que el avión pudiera alcanzar un peso de carga útil determinado. Los tubos verticales fueron retirados en el 2000A, aumentando la capacidad de combustible en 117 l. Tanto el peso máximo en rampa como el peso máximo al despegue fueron aumentados en 227 kg y el peso sin combustible fue incrementado en 181 kg.
Beech produjo un equipo para modernizar los números de serie NC-4 hasta el NC-28 a las especificaciones del 2000A.

## Historia operacional

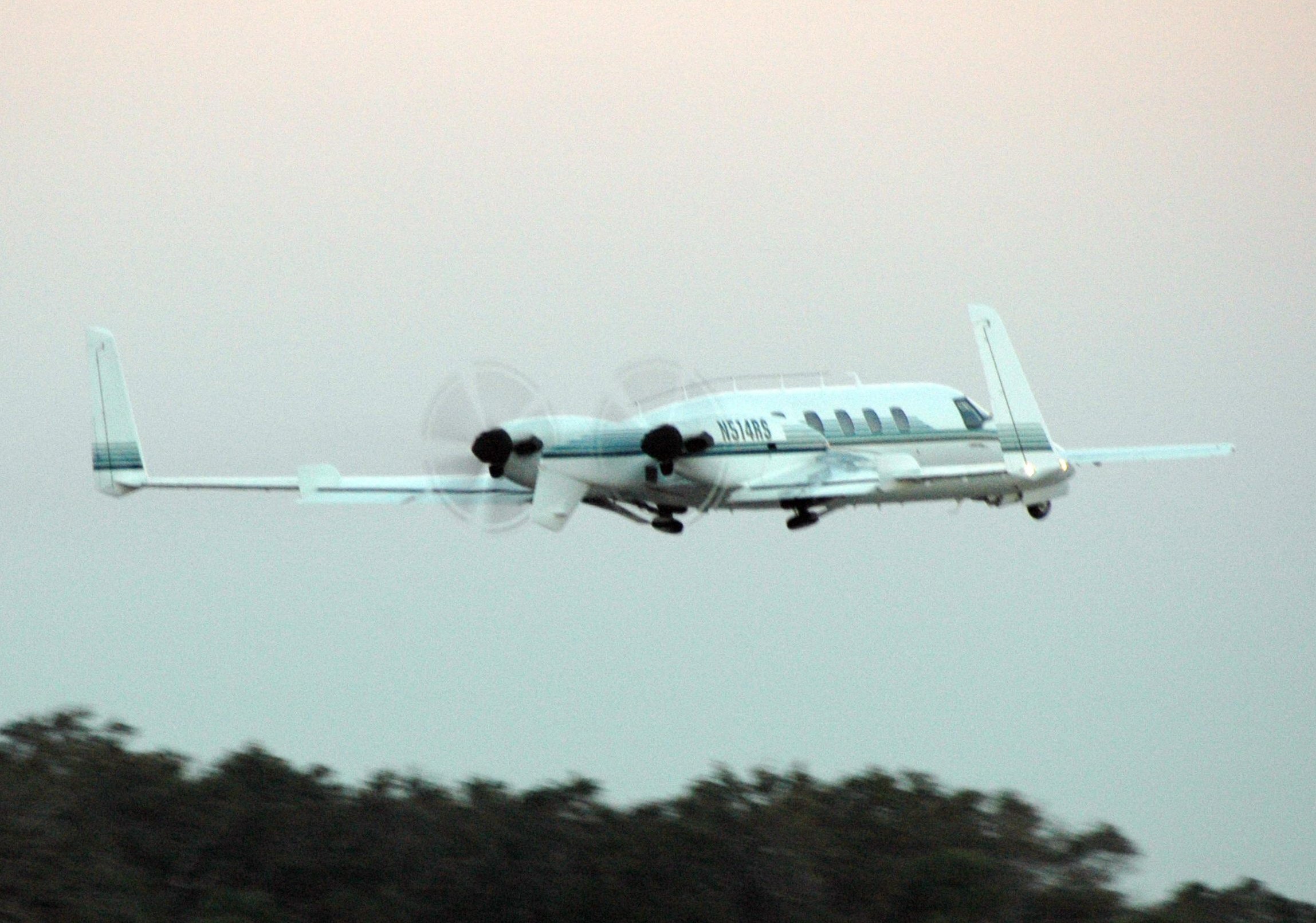
Beechcraft Starship.

Comercialmente el avión fue un fracaso, con poca demanda. Sólo 53 aeronaves fueron construidas, y de ellas sólo un puñado se vendieron.  Muchos de los restantes fueron finalmente alquilados y nada más. 
Las razones de la falta de demanda probablemente incluían el precio, el rendimiento, y las condiciones económicas. El precio en 1989 era de 3,9 millones de dólares, similar al Cessna Citation V y al Learjet 31, aviones que son 89 y 124 nudos más veloces que el Starship en crucero máximo, respectivamente. El turbohélice Piper Cheyenne era más rápido y se vendía por 1 millón de dólares menos.
En 2003, Beechcraft consideró que el avión ya no era lo suficientemente popular como para justificar sus gastos de mantenimiento, y recuperó las aeronaves alquiladas para enviarlas al desguace. La compañía también dice que ha tratado de volver a comprar los aviones de propiedad privada, aunque algunos propietarios de Starship dicen que nunca han sido contactados por Raytheon acerca de esto. 
La mayoría de las aeronaves están siendo dadas de baja y se queman en el "cementerio" del Evergreen Air Center. Los aviones tienen poco aluminio que reciclar. Unos pocos han sido adquiridos por los propietarios privados que los consideran como un fracaso amoroso, al igual que el Ford Edsel. 

## Aviones en exhibición

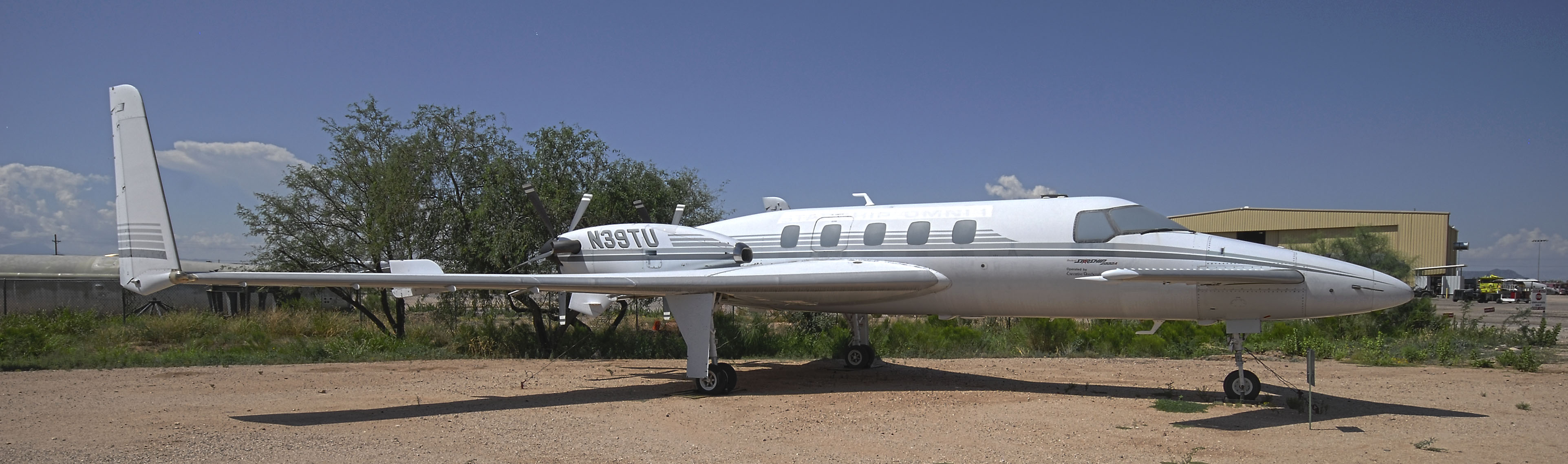
Beechcraft Starship NC-23 en el Pima Air and Space Museum, Tucson, Arizona.

Varios Starship han sido donados a museos desde que comenzó el programa de desmantelamiento. El Kansas Aviation Museum recibió el primer avión donado, el NC-41, en agosto de 2003 y el Beechcraft Heritage Museum de Tullahoma, TN, recibió el segundo avión donado, el NC-49, en septiembre de 2003. el NC-42 fue donado al Museum of Flight en Seattle, WA, y actualmente está en préstamo en el Future of Flight de Paine Field en Everett, WA. El NC-27 fue donado al Evergreen Aviation & Space Museum de McMinnville, Oregon a finales de 2003 y actualmente está en exhibición estática. El NC-23 está en la Airline Row del Pima Air & Space Museum. También hay un Starship en exhibición en Liberal, KS, en el Mid-America Air Museum. El avión NC-28 está en exhibición en el Queensland Air Museum, después de ser usado por el Queensland Institute for Aviation Engineering en Caloundra. El avión NC-14 está en exhibición al aire libre en el Southern Museum of Flight.

## Supervivientes
En 2010, nueve Starship mantenían un registro activo con la FAA. Tres Starship están registrados en Oklahoma (NC-29, NC-35 y NC-45), uno en Texas (NC-50), uno en Colorado (NC-51), y cuatro están registrados por Beechcraft en Wichita, Kansas (NC-2, NC-8, NC-19 y NC-24). El NC-51 fue usado como avión de seguimiento durante la fase de reentrada del SpaceShipOne de Burt Rutan. En octubre de 2008, el NC-29 fue el primero de los cinco Starship en estado de vuelo privados en completar la certificación RVSM, volviendo el techo de vuelo del avión al original límite FL410.
Evergreen Air Center revendió 24 Starship a propietarios privados por 50.000 dólares cada uno. La mayoría están siendo usados como fuentes de repuestos; sin embargo, uno de estos aviones ha recuperado el estado de vuelo de nuevo. Algunos recambios de anteriores Starship han sido usados en el avión turbohélice de construcción amateur Epic.
El Salt Lake Community College usó un Starship en su programa Aviation Maintenance hasta finales de 2012, cuando fue silenciosamente vendido y desguazado para recambios.

## Especificaciones
Referencia datos: Flying Magazine, NC-53 POH,

### Características generales
- Tripulación: 1-2[35]
- Capacidad: 6 a 8 pasajeros
- Longitud: 14,10 m
- Envergadura: 16,60 m
- Altura: 3,90 m
- Superficie alar: 26,10 m²
- Peso vacío: 4574 kg
- Peso máximo al despegue: 6759 kg
- Planta motriz: 2× Turbohélice Pratt & Whitney Canada PT6A-67A.
  - Potencia: 890 kW (1227 HP; 1210 CV) cada uno.
- Hélices: 1× McCauley de cinco palas por motor.
- Diámetro de la hélice: 2640 mm (8 ft 8 in)

### Rendimiento
- Velocidad máxima operativa (Vno): 620 km/h
- Velocidad crucero (Vc): 568 km/h
- Velocidad de entrada en pérdida (Vs): 180 km/h (112 MPH; 97 kt) con peso máximo, flaps retraídos y motor en vacío[35]
- Velocidad mínima controlable (Vmc): 174 km/h (108 MPH; 94 kt) con flaps retraídos
- Alcance: 2536 km
- Techo de vuelo: 12 497 m (41 001 ft)
- Régimen de ascenso: 14 m/s (2748 ft/min)
- Carga alar: 260 kg/m² (53,3 lb/ft²)
- Potencia/peso: 6,2 lb/shp

### Aeronaves similares
- AAC Angel
- AASI Jetcruzer
- OMAC Laser 300
- Piaggio P.180 Avanti
- CBA-123

### Secuencias de designación
- Secuencia Numérica (interna de Beechcraft): ← 1079 - 1300 - 1900 - 2000 - 3000